# Pierre Chiniac de La Bastide
Pour les articles homonymes, voir Chiniac.
Pierre Chiniac de La Bastide est un magistrat français, né le 4 mai 1741 à Allassac (Corrèze) et mort le 29 décembre 1811.

## Biographie
Il fut successivement avocat au parlement de Paris, lieutenant général civil et de police de la sénéchaussée d'Uzerche jusqu'en 1790. Il s'installe ensuite à Agen (Lot-et-Garonne).
Il s'est occupé de recherches sur le droit ecclésiastique et les antiquités celtiques. On lui doit un Discours sur la religion gauloise (1769), une édition de l'Histoire des Celtes de Simon Pelloutier (1770) et la réédition des Capitularia Regum Francorum d'Étienne Baluze (édition originale, Paris, F. Muguet, 1677 ; rééd., Paris, Quillau, 1780, 2 volumes).
Il a été membre honoraire de l'Académie royale des Belles Lettres de Montauban.
Il s'illustre en janvier 1790 dans la répression des émeutes paysannes qui éclatent dans le Bas-Limousin, futur département de la Corrèze.
Ses frères sont Matthieu Chiniac de La Bastide, Jean-Baptiste Chiniac de la Bastide, Jérôme Chiniac des Ailleux dit Desailleux et Martial Chiniac de la Bastide, officier ayant combattu lors de la guerre d'Indépendance d'Amérique.